# 지방도 제930호선

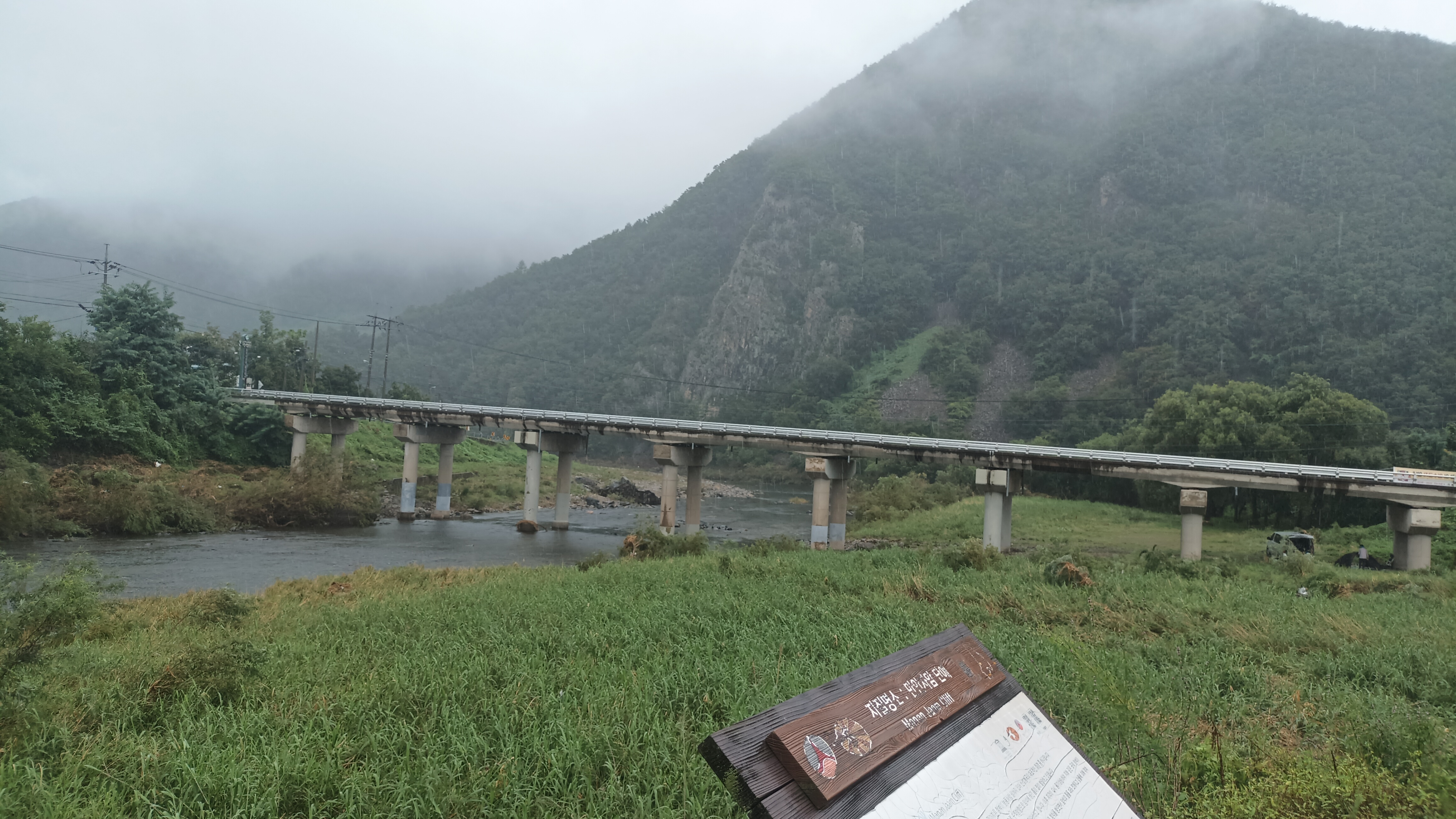
청송 유네스코 세계지질공원 만안자암 단애 지질명소에서 바라본 지방도 제930호선 새마을교

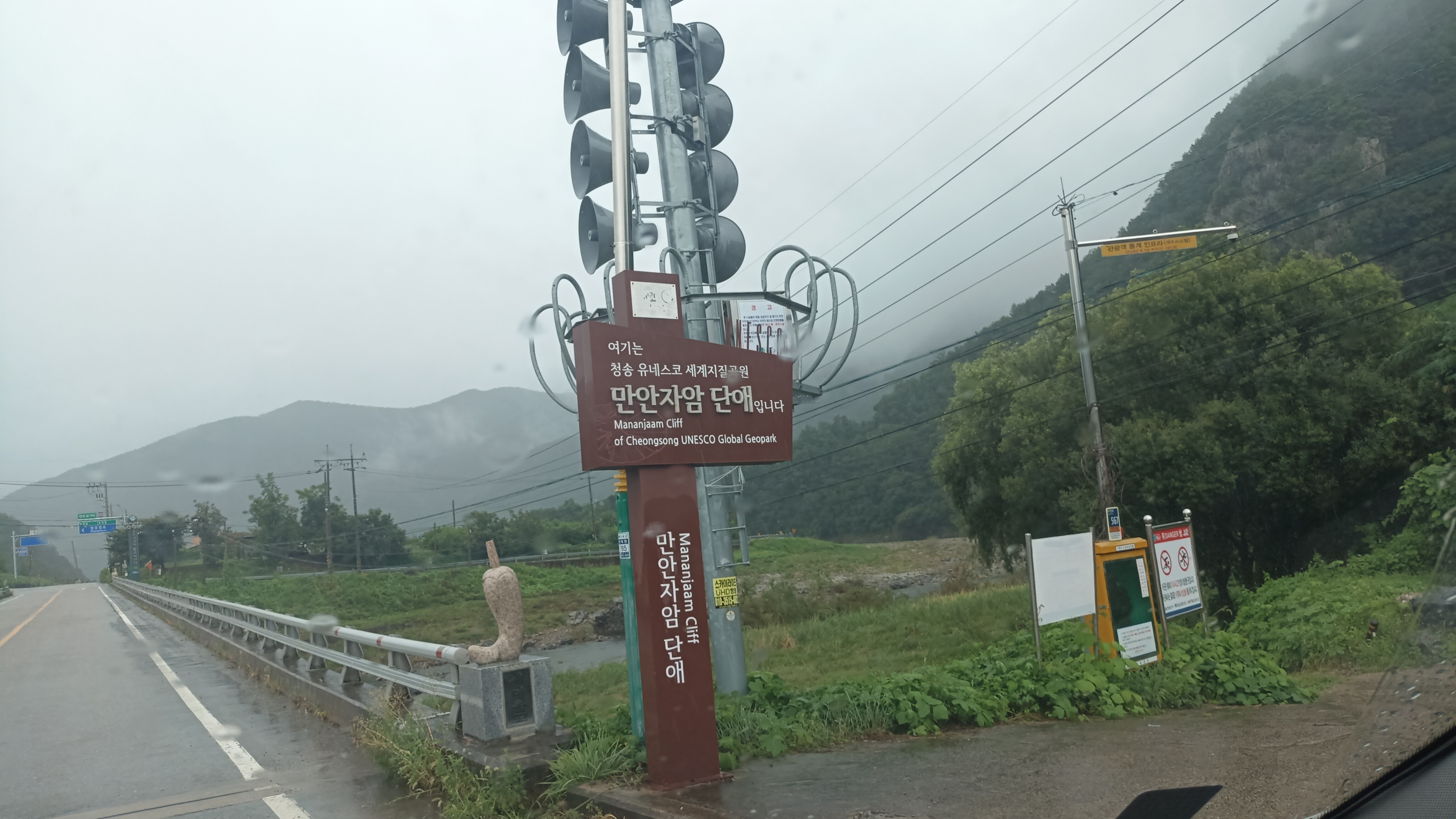
지방도 제930호선 도로변의 청송 유네스코 세계지질공원 만안자암 단애 지질명소 안내판

지방도 제930호선은 경상북도 의성군 금성면 도경리와 포항시 북구 청하면 서정삼거리를 잇는 경상북도의 지방도이다. 본래 기점은 경상북도 구미시 장천면 상림삼거리부터였으나 구미시 ~ 군위군 구간이 2008년에 국도 제67호선으로 승격되었다. 청송 유네스코 세계지질공원 백석탄과 만안자암 단애가 도로에 인접해 있다. 

## 연혁
- 2003년 2월 20일 : 기존 군위군 산성면 봉림리와 안동시 풍천면 도장리를 잇던 연장 88.7km의 '산성 ~ 풍천선' 노선 폐지 및 구미시 장천면 상림리와 포항시 청하면 서정리를 잇는 연장 155.5km의 '장천 ~ 청하선' 노선 신설[1]
- 2006년 4월 27일 : 달산 ~ 남정간 도로(영덕군 달산면 옥산리 ~ 남정면 사암리) 2.54km 구간 확장 개통[2]
- 2006년 6월 28일 : 청송군 안덕면 지소리 520m 구간 수해 복구 완료[3]
- 2020년 1월 20일 : 옥산 ~ 현서간 도로(의성군 옥산면 금봉리 ~ 청송군 현서면 덕계리) 2.02km 구간 확장 개통, 기존 청송군 현서면 덕계리 1.1km 구간 폐지[4]
- 2021년 12월 6일: 노선명을 '장천 ~ 청하선'에서 '군위 ~ 청하선'으로 변경 및 총 연장을 145.95km에서 116.38km로 변경함.[5]

## 주요 경유지
- 의성군
  - 금성면 도경리 - 청로리 - 청로교사거리 - 청로교 - 청로교 북단 - 대리리 - 대리삼거리 - 경덕왕릉 - 학미교 - 학미리 - 제오리 - 제오교 - 운곡교 - 만천리
  - 사곡면 토현리 - 토현저수지 - 도평교 - 오상교 - 오상삼거리 - 신감삼거리 - 신감리 - 장티재
  - 옥산면 장티재 - 도곡지 - 감계리 - 구성리 - 옥산면사무소 - 옥산중학교 - 전흥리 - 전흥교 - 탑들교 - 신고교 - 금학리 - 금학교 - (금봉교) - 금봉지교 - 청석골교 - 옥산저수지 - 미골교 - 금봉리 - 솟재

- 청송군
  - 현서면 솟재 - 덕계리 - 덕계삼거리 - 마사터널 (225m)

- 안동시
  - 길안면 마사터널 (225m) - 송사리 - 명곡교 - 둔전교 - 송사교 - 송선삼거리 - 대사리 - 대사1교 - 대사2교 - 대사3교 - 중사교 - 대사2리

- 청송군
  - 안덕면 고와2교 - 고와1교 - 고와리 - 청송 유네스코 세계지질공원 백석탄 - 지소리 - 지소교 - 만안삼거리 - 새마을교 - 청송 유네스코 세계지질공원 만안자암 단애 - 노래교 - 노래리
  - 부남면 추곡저수지 - 대전리 - 대전 교차로 - 청송자동차고등학교 - (솔마트) - 대전교 - 대전초등학교 (폐교) - 홍원교 - 홍원리 - 들개교 - 삼치교 - 부남초등학교 - 구천중학교 - 구천교 - 구천삼거리 - 구천2교 - 구천리 - 서원교 - 화장교 - 새마을교 - 화장2교 - 화장교 - 화장저수지 - 이현삼거리 - 질고개
  - 주왕산면 질고개 - 라리 - 내룡교 - 내룡리 - 한소밭교 - 청송얼음골 - 항리 - 항리1교 - 항리2교

- 영덕군
  - 달산면 옥계2교 - 옥계1교 - 옥계리 - 옥산교 - 옥산리 - 매현1교 - 매현2교 - 매현3교 - 매티재
  - 남정면 매티재 - 사암리 - 사암교 - 사암1교 - 사암2교 - 사암3교 - 사암4교 - 사암5교 - 도천리 - 도천2교 - 도천1교 - 봉전리 - 부흥리 - 오산교 - 장사리 - 장사터미널 - 유천교

- 포항시
  - 북구
    - 송라면 유천교 - 화진교 - 송라초등학교 화산분교 (폐교) - 송라정류소 - 광천교 - 포스코스포츠랜드 - 냉천교 - 해학교
    - 청하면 해학교 - 청하 교차로 - 필화리 - 덕성리 - 서정리 - 서정삼거리

### 해제 구간
- 대구광역시
  - 군위군
    - 군위읍 동부사거리 - 하곡리 - 용대교 - 용대리 - 광현리

## 중복 구간
- 의성군 금성면 도경리 ~ 대리삼거리 : 지방도 제927호선과 중복
- 의성군 금성면 청로교사거리 ~ 학미교 북단 : 국도 제28호선, 국가지원지방도 제68호선과 중복
- 의성군 사곡면 도평교 동단 ~ 옥산면 옥산면사무소 : 국가지원지방도 제79호선과 중복
- 의성군 사곡면 신감삼거리 ~ (신감2리) : 지방도 제912호선과 중복
- 청송군 현서면 덕계리 ~ 덕계삼거리 : 국가지원지방도 제68호선과 중복
- 청송군 현서면 덕계리 ~ 안동시 길안면 송선삼거리 : 국도 제35호선과 중복
- 청송군 부남면 대전 교차로 ~ 구천삼거리 : 국가지원지방도 제68호선과 중복
- 영덕군 달산면 옥계리 ~ 옥산리 : 국가지원지방도 제69호선과 중복
- 영덕군 남정면 장사리 ~ 포항시 북구 청하면 청하 교차로 : 국도 제7호선, 국가지원지방도 제20호선과 중복

## 도로명
- 의성군 금성면 도경리 ~ 청로교사거리 : 군위금성로
- 의성군 금성면 청로교사거리 ~ 학미교 북단 : 동부로
- 의성군 금성면 학미교 북단 ~ 사곡면 도평교 동단 : 공룡로
- 의성군 사곡면 도평교 동단 ~ 신감삼거리 : 사미신감로
- 의성군 사곡면 신감삼거리 ~ 신감리 : 의성사곡로
- 의성군 사곡면 신감리 ~ 옥산면 옥산면사무소 : 신감옥산로
- 의성군 옥산면 옥산면사무소 ~ 솟재 : 금봉로
- 청송군 현서면 덕계리 ~ 덕계삼거리 : 청송로
- 청송군 현서면 덕계삼거리 ~ 안동시 길안면 송선삼거리 : 충효로
- 안동시 길안면 송선삼거리 ~ 대사2리 : 대사로
- 안동시 길안면 대사2리 ~ 청송군 부남면 대전 교차로 : 백석탄로
- 청송군 부남면 대전 교차로 ~ (솔마트) : 대전로
- 청송군 부남면 (솔마트) ~ 구천삼거리 : 부남로
- 청송군 부남면 구천삼거리 ~ 부동면 내룡리 : 얼음골로
- 청송군 주왕산면 내룡리 ~ 영덕군 달산면 옥산리 : 팔각산로
- 영덕군 달산면 옥산리 ~ 남정면 장사리 : 산정로
- 영덕군 남정면 장사리 ~ 포항시 북구 청하면 청하 교차로 : 동해대로
- 포항시 북구 청하면 청하 교차로 ~ 서정삼거리 : 비학로

## 같이 보기
- 국도 제67호선